# ماريا مارشال
ماريا مارشال (بالإنجليزية: Maria Marshall)‏ هي فنانة تشكيلية ورسامة ومصورة بريطانية، ولدت في 1966 في مومباي في الهند.

## وصلات خارجية
- الموقع الرسمي